# Jean-Louis-Auguste Loiseleur-Deslongchamps
Jean-Louis-Augustin Loiseleur-Deslongchamps, född den 24 mars 1775 i Dreux, död den 8 maj 1849 i Paris, var en fransk botanist, far till Auguste-Louis-Armand Loiseleur-Deslongchamps.
Loiseleur-Deslongchamps, som var medicine doktor, skrev om Frankrikes flora och inhemska medicinalväxter. Auktorsnamnet Loisel. kan användas för Jean-Louis-Auguste Loiseleur-Deslongchamps i samband med ett vetenskapligt namn inom botaniken; se Wikipediaartiklar som länkar till auktorsnamnet.